# 興光啟
興光啟（德語：Isidor Hermenegild Hintringer da Losenstein；1905年5月5日—1990年），是天主教奧地利籍神父及方濟嘉布遣會會士。曾任合江省佳木斯宗座監牧區宗座監牧（1940年-1983年）。

## 生平
興光啟出生於1905年5月5日，在奧匈帝國恩河以上奧地利大公國施泰爾蘭縣的市鎮洛森施泰因。1920年，他14歲時加入方濟嘉布遣會。其後，在羅馬宗座額我略大學學習神學，並獲得神學博士學位。1928年7月29日，興光啟在32歲時晉鐸。1929年至1934年間，在因斯布魯克的方濟嘉布遣會哲神學院擔任教義學教授。1934年，被派遣前往中國在當時被滿洲國佔領的佳木斯傳教。
1940年4月9日，聖座把佳木斯自治傳教區升格為佳木斯宗座監牧區，且時任教宗庇護十二世任命34歲的趙慶化神父為佳木斯宗座監牧區。
1945年8月15日日本昭和天皇宣佈投降，中國共產黨中央東北局在蘇聯的協助下，率先從滿洲國接收佳木斯。1949年10月1日，中國共產黨在中國大陸地區建立中華人民共和國，並開始針對天主教進行宗教迫害及打壓，教會已經無法正常運作。興神父留在當地的天主教醫院藥房裡工作及秘密傳教。1953年深秋，宗座監牧興光啟神父與其他外籍傳教士先後被捕，並被中國共產黨驅逐出境。
1954年至1960年間，興光啟神父在因斯布魯克的學校擔任道德神學教授。1960年至1963年間，被派往馬達加斯加安班扎教區傳教。曾出席1962年至1965年間舉行的梵蒂岡第二屆大公會議。1968年起，擔任因斯布魯克醫院駐院神父。同時，出任因斯布魯克方濟嘉布遣會會院副院長。
1983年同年，時任教宗若望保祿二世准許興光啟神父辭任佳木斯宗座監牧。1990年，興光啟神父在奧地利西部蒂羅爾州的首府茵斯布魯克，享年85歲。